# Kalibenda (Ajibarang)
Kalibenda is een bestuurslaag in het regentschap Banyumas van de provincie Midden-Java, Indonesië. Kalibenda telt 2209 inwoners (volkstelling 2010).